# 定位/标识分离协议

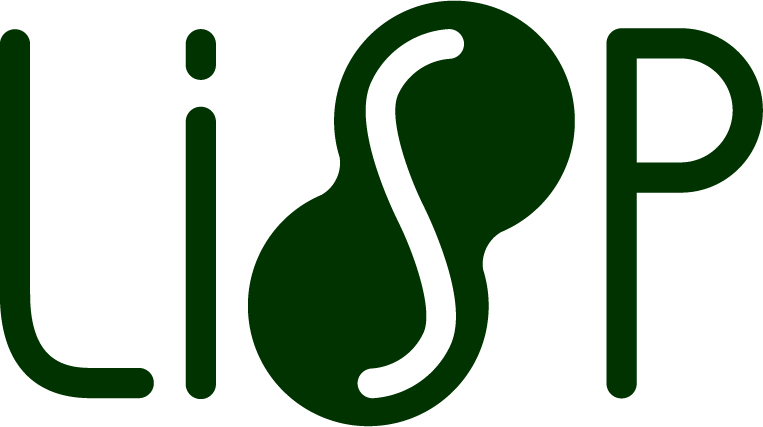
LISP图标

定位/标识分离协议(Locator/Identifier Separation Protocol)是互联网工程任务组LISP工作组正在开发的一种运用映射与封包的网络协议。当前互联网中IP地址分为两个部分：定位部分（网络地址）和标识部分（主机地址）。LISP试图将这两者分离，以减少全球路由表的条目数量。在LISP中定位和标识部分可以是IP地址或者类似GPS坐标，MAC地址等任意元素，并同时支持IPv4和IPv6。

## LISP-Lab项目组
LISP-Lab项目组是一个由法国国立研究署(Agence Nationale de la Recherche)出资，巴黎第六大学(UPMC)LIP6实验室主导，意在构建开源的LISP实验网络平台的项目。LISP-Lab平台里的所有LISP节点，例如：ITR/ETR, MR/MS, DDT root以及Proxy ITR/ETR均由OpenLISP实现。参与者包括两个学术研究机构（巴黎第六大学UPMC，巴黎高等电信学校TPT），两个云网络企业（Alphalink，NSS），两个网络运营商（Renater，Orange），两个接入网企业（Border 6，Ucopia）以及一个互联网交换点（Rezopole）。更多信息可参见https://web.archive.org/web/20190508220217/http://www.lisp-lab.org/。此平台已与LISP Beta Network互连，并于2015年3月对外开放。